# 柳田忠則
柳田 忠則（やなぎた ただのり、1946年11月10日 - ）は、日本の国文学者。『大和物語』・『伊勢物語』の研究者。学位は、博士（文学）（広島大学・2020年）（学位論文「大和物語の研究」）。元日本大学教授。元茨城県立高等学校教諭。茨城県出身。

## 人物
- 1968年日本大学文理学部国文学科を卒業、1971年同大学大学院文学研究科国文学専攻を修了。
- 茨城県内の高等学校の教諭（茨城県立取手第二高等学校など）を務めたのち、1989年から日本大学商学部の教員となり、教授、同大学同学部図書館の副館長を務め、2017年定年退職。
- 2020年1月、「大和物語の研究」で、広島大学より博士（文学）の学位を取得[1]。

## 研究テーマ
- 『伊勢物語』の研究史
- 『大和物語』の創作性（虚構性）

## 所属学会
- 全国大学国語国文学会
- 和歌文学会
- 中古文学会
- 平安文学会（京都）
- 解釈学会
- 古典論叢会
- 日本大学国文学会
- 日本大学商学研究会

## 著書
- 単著
  - 『伊勢物語異本に関する研究』桜楓社、1983年
  - 『校注大和物語』（新典社校注叢書5）新典社、1988年
  - 『大和物語の研究』翰林書房、1994年
  - 『『大和物語』の研究』翰林書房、2000年
  - 『大和物語研究史』翰林書房、2006年
  - 『物語文学の生成と展開―伊勢・大和とその周辺―』（新典社研究叢書306）新典社、2019年。
- 編纂
  - 『大和物語文献集成』（作品別研究文献2）新典社 、2011年
  - 『真名本伊勢物語』（綾足校訂）翰林書房、1995年（木村晟、瀬尾邦雄と共著。）
- 担当執筆
  - 「『伊勢物語』と『万葉集』―物語形成の一面―」福井貞助[編]『伊勢物語―諸相と新見―』風間書房、1995年5月28日。（担当ページ:333-354頁）
  - 国立歴史民俗博物館館蔵史料編集会[編]『貴重典籍叢書 文学篇 第16巻 物語―国立歴史民俗博物館蔵―』臨川書店、1999年5月20日。（解題(594-607頁)を担当。）
  - 「『大和物語』覚書-『後撰集』との関わりの一面-」雨海博洋[編]『歌語りと説話』（新典社研究叢書102）新典社、1996年10月10日。（担当ページ:161-178頁）
  - 「総論編―大和物語―「平城天皇」関係章段」（151-158頁）、「文献編―大和物語―「伝本」（562-567頁）、「論文目録」（583-601頁）」（雨海博洋・神作光一・中田武司『歌語り・歌物語事典』勉誠社、1997年2月10日。
  - 「『伊勢物語』散佚本の本文について」王朝物語研究会[編]『論叢伊勢物語1-本文と表現-』新典社、1999年9月。
  - 「『伊勢物語』異本研究の現在」王朝物語研究会[編]『論叢伊勢物語2―歴史との往還―』新典社、2002年11月。